# سليمان شفيق باشا
سليمان شفيق ابن علي كمالي باشا (1860 - 1946م): قائد قوا انضباطية. تولى عدة مناصب أولها على عسير لمدة قصيرة، ثم أصبح واليا على ولاية البصرة، ثم عين وزيراً على وزارة الحربية العثمانية.

## نشأته وحياته
ولد سليمان في سنة 1860م، وينحدر من عائلة «سويله مز أوغلي» المشهورة في مدينة أرضروم بشرق تركيا. أكمل تحصيله الدراسي حتى تخرج ضابطاً في الكلية الحربية بإسطنبول، وتقلد والده علي كمالي باشا ولاية طرابلس الغرب وبنغازي وهو في سن الفتوة فصحبه إلى هناك.
وفي سنة 1890م عيّن والده أميناً للصّرة الهمايونية، فرافق قافلة الصرة في رحلتها من إسطنبول إلى الحرمين الشريفين، وكان ضابطاً في مقتبل عمره، وبعد عودته من هذه الرحلة أرسل إلى اليمن للخدمة ضمن القوات العثمانية في اليمن خلال السنوات (1893- 1895م)، وانضم إلى جمعية الاتحاد والترقي، وبعد الانقلاب العثماني عام 1909م تم اختياره لأول منصب يتولاه وهو متصرف لواء عسير وقائد الجيش خلال الفترة من (1909- 1912م)، ثم نقل إلى قيادة الجيش العثماني في سوريا في الدور الأخير من حرب البلقان.
وفي سنة 1913م تولى ولاية البصرة وقيادة الفيلق العثماني المرابط فيها، وبعد نهاية الحرب العالمية الأولى أسندت إليه وزارة الحربية في عام (1919 م)، وأصبح في مواجهة عسكرية مع الثورة الكمالية في الأناضول، ولكن عهد الوزارة لم يطل فاستقال.
بعد سيطرة مصطفى كمال على مقاليد الأمور في تركيا في عام 1922م أُدرج اسمه في قائمة المئة والخمسين من أتباع النظام العثماني المتهمين بخيانة الدولة، وصدر بحقهم حكم الإعدام، فاضطر للهروب إلى خارج تركيا، واستقر به المقام في مصر، ثم عاد إلى تركيا بعد صدور العفو العام بحق رجالات الدولة العثمانية سنة 1941م، وأمضى بقية عمره في إسطنبول حتى وفاته في عام 1946م.

## علاقته بالملك عبد العزيز
يذكر الباحث قاسم الرويس أن "بداية علاقة سليمان شفيق باشا بالملك عبد العزيز، وإعجابه، وتقديره له؛ كانت عندما تعيّن والياً على البصرة في عام 1913م، حيث ذكر الريحاني أنه كتب إلى الملك عبدالعزيز يسأله رأيه في أمراء العرب وخروج بعضهم على الدولة العثمانية، فأجابه الملك عبدالعزيز جواباً طويلاً وصريحاً جاء فيه: (إنكم لم تحسنوا إلى العرب، ولا عاملتموهم على الأقل بالعدل. وأنا أعلم أن استشارتكم إياي إنما هي وسيلة استطلاع لتعلموا ما انطوت عليه مقاصدي. وهاكم رأيي ولكم أن تؤولوه كما تشاؤون).
وبعد سيطرة الملك عبد العزيز على الأحساء وجدت الحكومة العثمانية نفسها مضطرة للدخول في مفاوضات مع الملك عبد العزيز، فتولى سليمان شفيق باشا إدارة هذه المفاوضات التي أدت في النهاية إلى عقد اتفاقية بين الطرفين في عام 1332هـ/1914م، لم يعلن منها إلا الأربعة بنود التي تضمنها الفرمان السلطاني، وأهمها تحويل متصرفية الأحساء إلى ولاية نجد، وتعيين الملك عبد العزيز والياً وقائداً لها. في حين يؤكد بعض الباحثين أن الاتفاق المذكور لم يتم تطبيق بنوده على أرض الواقع بسبب دخول العثمانيين الحرب العالمية الأولى، كما أن الملك عبد العزيز كان ينظر للفرمان السلطاني كإقرار بالواقع لا نتيجة اتفاق.
وبعد نهاية الحرب، وتولي سليمان شفيق باشا وزارة الحربية، ثم خروجه أخيراً من تركيا إلى مصر واستقراره فيها لمدة ثلاث سنوات؛ نشرت جريدة الأهرام مذكراته في عام 1343هـ/1925م، وقد عبّر في الحلقة الأولى منها عن إعجابه بالملك عبد العزيز، إذ كتب ما نصه: (إن الأفعال والحركات التي نشاهدها الآن من عبد العزيز بن سعود سلطان نجد تنم عن بداية انقلاب مهم سيحدث في جزيرة العرب. وبرنامجه القائم باتفاقه مع الإمامة الزيدية في اليمن، والإدارة التي يتصورها للحرمين الشريفين؛ كل ذلك من الأدلة المهمة الجديرة بإمعان النظر في الخطوات السديدة التي يخطوها السلطان ابن سعود).
ويبدو أن نشر هذه المذكرات كان سبباً في عودة التواصل بعد الانقطاع بينه وبين الملك عبد العزيز، بعد استتباب الأمر له في الحجاز، حيث شد رحاله وقدم إلى الحجاز، ومثل بين يدي الملك عبد العزيز الذي استقبله في مكة المكرمة أحسن استقبال، وأكرم نزله وقدّر مكانته. وفي حين يرى بعض الباحثين أن قدومه إلى الحجاز كان بناء على دعوة من الملك عبد العزيز؛ فإن باحثين آخرين أشاروا إلى أن المبادرة بالتواصل وعرض الخدمات كانت من قبل سليمان شفيق باشا. ويمكن الجمع بين الرأيين بأنه عرض خدماته على الملك فوجه إليه الدعوة للقدوم للاستفادة من خبراته في تنظيم بعض شؤون حكومته الناشئة. ولذا فبعد مضي أشهر قليلة على قدومه إلى الحجاز صدر الأمر الملكي من الملك عبد العزيز بتعيين سليمان شفيق باشا كمالي مفتشاً عاماً لكافة الدوائر الرسمية.
وبعد هذا الأمر بأيام، تم تشكيل هيئة تفتيش برئاسة سليمان شفيق باشا، وعضوية إبراهيم بن معمر وعلي العماري، للتحقيق في قضية تهريب أسلحة من ميناء جدة إلى المدن الخارجية، وكذلك للتفتيش على بعض الدوائر في جدة.
وفي حين تؤكد المصادر التحاقه بالعمل في حكومة الملك عبد العزيز، وبعضها يشير إلى استمراره في العمل مفتشاً عاماً في الحجاز إلى عام 1929م".
ويؤكد الباحث الرويس أن علاقات سليمان شفيق باشا بالملك عبدالعزيز آل سعود وبالمملكة العربية السعودية «لم تتوقف عند الوظيفة؛ بل توثقت برباط أقوى بعد تركه الوظيفة بسنوات عدة، وذلك بحصوله على الجنسية العربية السعودية بموجب نظامها الخاص بناء على الأمر العالي رقم 26/1/5 وتاريخ 28/2/ 1353هـ، أي أن حصوله على الجنسية جاء بعد قدومه الأول للحجاز بحوالي 9 سنوات».